# 금사홍
금사홍(琴四鴻, 본명: 김명수, 1962년 2월 28일~)은 대한민국의 미술가이다.

## 학력
- 홍익대학교 미술대학 서양화과 졸업 (1982.03 ~ 1987.02)
- 홍익대학교 미술대학원 회화전공 졸업 (2001.03 ~ 2003.08)
- 홍익대학교 일반대학원 회화전공 박사과정 중퇴 (2004.03 ~ 2008.08)